# Television New Zealand
Television New Zealand (TVNZ) ist eine öffentlich-rechtliche Fernsehanstalt in Neuseeland. Sie ist eine sogenannte Crown Entity und als solche im Staatsbesitz. Der Sitz ist in Auckland.
Es werden Fernsehprogramme produziert und diese digital über Satellit (DVB-S) und terrestrisch (DVB-T) verbreitet. Die Verbreitung erfolgt über den Anbieter Freeview.
Produziert werden folgende Fernsehsender.
- TVNZ 1 – Fernsehvollprogramm für die 25- bis 54-Jährigen mit Nachrichten, Sport und Unterhaltung
- TVNZ 2 – Fernsehprogramm für die 18- bis 39-Jährigen mit Unterhaltung
- TVNZ Duke – Comedy, Drama und Sport vorrangig für männliche Zielgruppe, seit 2016[1]
- TVNZ 1 +1 – wie TVNZ 1, eine Stunde zeitversetzt
- TVNZ 2 +1 – TVNZ 2, eine Stunde zeitversetzt

Außerdem wird über Internet TVNZ on Demand angeboten, das den Zugriff auf Programme erlaubt.

## Geschichte

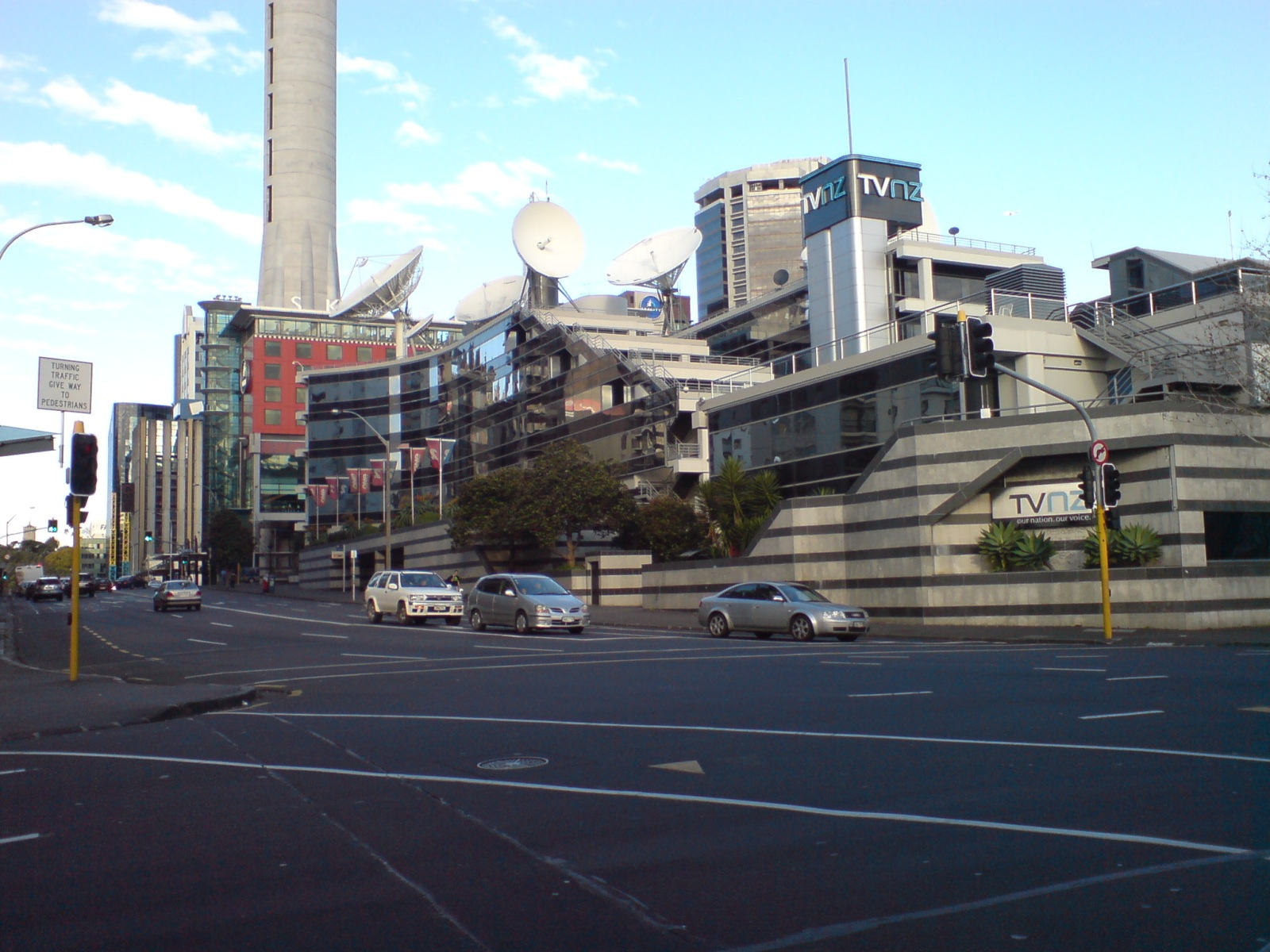
Sendezentrum in Auckland

Das Unternehmen wurde 1980 gegründet. Die Geschichte des Fernsehens in Neuseeland geht bis ins Jahr 1960 zurück. Von 1960 bis 1962 wurden zunächst in den größten Städten des Landes Auckland, Wellington, Christchurch und Dunedin regionale Fernsehstationen gegründet, die seit 1962 unter dem Dach der New Zealand Broadcasting Corporation (NZBC) betrieben wurden. Diese betrieb seinerzeit auch Hörfunk. Ein landesweites Fernsehprogramm wurde mit TV One erstmals im Jahr 1969 produziert, als die regionalen Stationen zu einem Netzwerk zusammengefasst wurden.
Die Auflösung der NZBC erfolgte im Jahr 1975 und der Fernsehsender TV One wurde als eigenständige Organisation weitergeführt. Außerdem startete mit TV 2, ab 1976 South Pacific Television genannt, eine zweite öffentlich-rechtliche Fernsehanstalt. Ebenfalls eigenständig wurde der Hörfunk mit Radio New Zealand.
Die beiden Fernsehsender wurden im Jahr 1980 mit Television New Zealand zusammengefasst. Bis 1988 gehörte unter dem Dach der Broadcasting Corporation of New Zealand (BCNZ) auch Radio New Zealand dazu, die danach als getrennte Organisationen weitergeführt wurden.
Ab 2007 wurde begonnen, neben TV1 und TV2, weitere Programme digital zu verbreiten.
TVNZ 6, von 2007 bis 2011 digital verbreitet, war ein werbefreies Vollprogramm, u. a. mit Sendungen für Kinder ("Kidzone") und Familien.
TVNZ 7, auf Sendung von 2008 bis 2012, war ein werbefreier Nachrichten- und Informationskanal.
Das Jugendprogramm TVNZ U war von 2011 bis 2013 auf Sendung.
Auf TVNZ Heartland wurden in Neuseeland produzierte Inhalten verbreitet. Der Kanal wurde von 2010 bis 2015 ausschließlich über Sky Television Network verbreitet.
TVNZ Kidzone 24 war ein Programm für Kinder (2011 bis 2016) und wurde ebenfalls über Sky Television Network verbreitet.
Die Sender TVNZ 1+1 und TVNZ 2+1 sind teilweise aus den eingestellten Sendern hervorgegangen.

## Programme
- One News – Nachrichtensendungen auf TV One
- Shortland Street – Seifenoper